# Valle Benedetta
Valle Benedetta is een plaats (frazione) in de Italiaanse gemeente Livorno.